# Ђурђе Томовић
Ђурђе Томовић (1862-1920) био је драгачевски каменорезац из Ртара. Припада групи мање познатих  клесара надгробних споменика Доњег Драгачева.

## Живот
Члан бројне ртарске фамилије Томовић. Израдио је бројне надгробнике у Ртарима, Марковици, Дучаловићима, Парменцу, Паковраћу, Риђагама и Јездини.
На почетку Првог светског рата изгубио је два сина, о чему сведочи епитаф на гробљу Буковац:
Овде почива
ЂУРЂЕ ТОМОВИЋ
каменорезац из Ртара
поживи 58 г.
Умро 1920 г.
син му ПАВИЋ поживи 25 г.
погинуо у рату 1914 г.
син му РАДОСАВ Пож[иви] 20 г.
умро у Приштини 1914 г.
Спомен подиже
син и брат Радомир
и сна Живка.

## Дело
Солидан мајстор-занатлија. Осим надгробног каменорезаштва, бавио се и израдом млинског камења и ковачким пословима. Споменике је украшавао крстовима и другим хришћанским симболима, голубовима који зобљу грожђе, алаткама, биљном орнаментиком итд. Натписе је клесао лепим, правилним словима. Од осталих мајстора издваја га посебан, јарки колорит.

## Епитафи
Клесао је епитафе са карактеристично укомпованим именом покојника:
Надгробни споменик Милошу Вранићу (†1903) (Ртари, гробље Рајковача)
1903
Бог отац
гробови су жизне двери
душа моја сад у рају бива
мајка земља тело скрива
Овде почива раб божи
МИЛОШ Вранић из Ртара
дични Србин
добри домаћин
поживи 53 г.
премину у вечни живот
14 фебруара 1903 год.
Оваи надгробни спомен подиже му
његов благодарни син Драгутин.
Писао Ђурђе Томовић из Ртара